# Clytia brunescens
Clytia brunescens är en nässeldjursart som först beskrevs av Bigelow 1904.  Clytia brunescens ingår i släktet Clytia och familjen Campanulariidae.
Artens utbredningsområde är Indiska oceanen. Inga underarter finns listade i Catalogue of Life.